# Аре (волость)
Аре (ест. Are vald) — волость в Естонії, адміністративна одиниця повіту Пярнумаа.

## Географічні дані
Площа волості — 161 км², чисельність населення на 1 січня 2015 року становила 1216 осіб.

## Населені пункти
Адміністративний центр — селище Аре (ест. Are alevik).
На території волості розташовані 11 сіл (ест. küla): Вилла (Võlla), Еавере (Eavere), Елбу (Elbu), Курена (Kurena), Лепплаане (Lepplaane), Мурру (Murru), Нійду (Niidu), Парісселья (Parisselja), Пярівере (Pärivere), Суйґу (Suigu), Табріа (Tabria).

## Історія
30 липня 1992 року Ареська сільська рада була перетворена на волость.